# Oliver! (film)
Oliver! je britanski glasbeni dramski film iz leta 1968, ki ga je režiral Carol Reed po scenariju Vernona Harrisa in temelji na istoimenskem odrskem muzikalu, ta pa temelji na Dickensovem romanu Oliver Twist. V glavnih vlogah nastopajo Ron Moody, Oliver Reed, Harry Secombe, Shani Wallis, Mark Lester in Jack Wild. Film vsebuje znamenite glasbene prizore »Food, Glorious Food«, »Consider Yourself«, »As Long as He Needs Me«, »You've Got to Pick a Pocket or Two« in »Where Is Love?«. Posnet je bil v studiu Shepperton Film v Surreyu s strani Romulus Films, mednarodno distribucijo pa je prevzel Columbia Pictures.
Premierno je bil prikazan 26. septembra 1968. Naletel je na dobre ocene kritikov in se izkazal za finančno uspešnega z več kot 77 milijoni USD prihodkov ob 10-milijonskem proračunu. Na 41. podelitvi je bil nominiran za oskarja v enajstih kategorijah, nagrajen pa je bil za najboljši film, režijo, izvirno glasbeno podlago, scenografijo, mešanje zvoka in s častnim oskarjem za koreografinjo Onno White. Nominiran je bil tudi za pet zlatih globusov, od katerih je bil nagrajen za najboljši komični ali glasbeni film in najboljšega igralca v komičnem ali glasbenem filmu (Moody). Britanski filmi inštitut je film uvrstil na 77. mesto najboljših britanskih filmov 20. stoletja, leta 2017 pa ga je revija Time Out po anketi 150 igralcev, režiserjev, scenaristov, producentov in kritikov uvrstila na 69. mesto najboljših britanskih filmov vseh časov.

## Vloge
- Mark Lester kot Oliver
- Ron Moody kot Fagin
- Shani Wallis kot Nancy
- Oliver Reed kot Bill Sikes
- Harry Secombe kot g. Bumble
- Jack Wild kot the Artful Dodger
- Hugh Griffith kot magistrat
- Joseph O'Conor kot g. Brownlow
- Peggy Mount kot vdova Corney/ga. Bumble
- Leonard Rossiter kot g. Sowerberry
- Hylda Baker kot ga. Sowerberry
- Kenneth Cranham kot Noah Claypole
- Megs Jenkins kot ga. Bedwin
- Sheila White kot Bet
- Wensley Pithey kot Dr. Grimwigg
- James Hayter kot g. Jessop
- Elizabeth Knight kot Charlotte
- Fred Emney kot direktor popravnega doma
- Norman Mitchell kot policist